# Ålgård
Ålgård is een plaats in de gemeente Gjesdal. Gjesdal ligt in de provincie Rogaland, in Noorwegen. Het dorp ligt aan de rivier de Figgjo en de E39, zo'n 25 kilometer ten zuidoosten van Stavanger. Ålgård heeft ruim 9.000 inwoners en is samengegroeid met het dorp Figgjo dat deel uitmaakt van de gemeente Sandnes. Samen hadden de dorpen in 2022 11.679 inwoners. Het gemeentebestuur van Gjesdal zetelt in Ålgård.

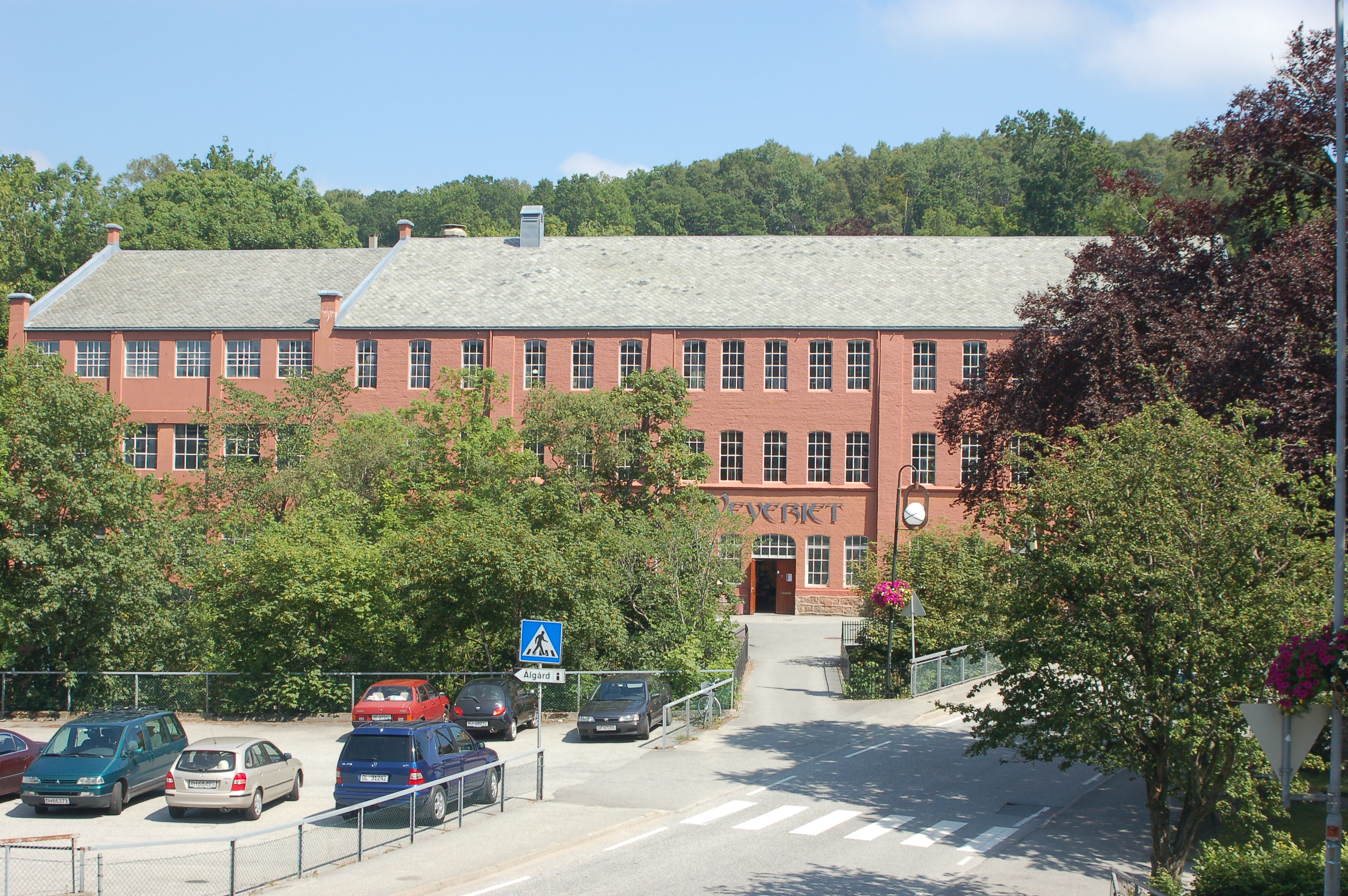
Het gebouw van de voormalige weverij, onderdeel van de wolfabriek

Het dorp heeft een industrieel verleden. In de directe omgeving werden en worden veel schapen gehouden. De wol daarvan was de basis voor de textielindustrie die begon in 1870 met de bouw van een wolfabriek. De fabriek is inmiddels gesloten, maar de fabrieksgebouwen zijn nog nadrukkelijk aanwezig. Sinds de groei van Stavanger als uitvalsbasis voor de Noorse oliewinning op de Noordzee is Ålgard vooral een forenzenplaats geworden. De ligging aan de E39 zorgt voor een goede verbinding met Stavanger. In het verleden was er ook een spoorverbinding met Stavanger, maar die lijn werd al in 1955 gesloten voor personenvervoer. De rails op het tracé is nog grotendeels aanwezig, er zijn ook plannen de lijn te heropenen.
Net buiten het dorp, aan de overzijde van de rivier, ligt Kongeparken, een pretpark geopend in 1986.Voor Corona trok het park jaarlijks zo'n kwart miljoen bezoekers waarmee het de belangrijkste toeristische trekpleister is in de provincie Rogaland.